# Saab 9000
El Saab 9000 es un automóvil de turismo del segmento E que fue producido por el fabricante sueco Saab Automobile entre los años 1984 y 1998. Es un cinco plazas con motor delantero transversal y tracción delantera, que se fabricó con carrocerías sedán de cuatro puertas y liftback de cinco puertas. Se presentó a la prensa en mayo de 1984, convirtiéndose en el tercer modelo absolutamente nuevo en la historia de Saab, aunque basado en un chasis que tenía en común con los modelos italianos Alfa Romeo 164, Fiat Croma y el Lancia Thema. Estos dos últimos coches son exteriormente muy parecidos al Saab 9000. 
El 9000 original fue diseñado por el italiano Giorgetto Giugiaro y tenía carrocería liftback. La versión sedán se llamó 9000CD, y en 1992 se realizó una reestilización del liftback que pasó a ser llamado 9000CS. En total se fabricaron 503.087 unidades del 9000.

## Historia
- 1984: presentación del prototipo en Europa.
- 1985: comienza la producción y venta del 9000 en Europa con un motor 2.0 Turbo de 175 CV.
- 1986: Se añade un motor 2.0 de 130 CV. Comienza la venta del modelo en Estados Unidos con un motor 2.0 Turbo catalizado que proporcionaba 165 CV, siendo el único motor disponible. Se comienza a fabricar en Uusikaupunki, Finlandia.
- 1987: Intercooler añadido en la versión turbo.
- 1988: Introducción del modelo CD (cuatro-puertas).
- 1990: Se añade un nuevo motor 2.3 Turbo de 200 CV. Se cesa la producción en Uusikaupunki, Finlandia.
- 1992: Se realiza una reestilización de la versión de cinco puertas, pasando a llamarse Saab 9000 CS.
- 1993: Se añade una nueva versión, el CS Aero, en su momento, el Saab más rápido y potente nunca producido. (batido en 1999 por el Saab 9-3 Viggen). Su motor (B234R) era una versión modificada del motor 2.3 Turbo que proporcionaba 225 CV.
- 1995: Primer motor V6, un motor atmosférico de 3,0 litros y 6 cilindros de origen General Motors que proporcionaba 210 CV.
- 1996: Se añade a la gama la familia de motores Ecopower, con un motor 2.0 Turbo que proporcionaba 150 CV. Estos motores disponen de un sistema eléctrico de precalentamento del catalizador para reducir emisiones cuando el motor está frío.
- 1997: Versión limitada para celebrar el 50º aniversario de Saab.
- 1998: Cesa la producción del Saab 9000.